# Sarah Louise Mathew
Sarah Louise Mathew (n. 19 noiembrie 1805 – d. 14 decembrie 1890, Tonbridge, Anglia, Regatul Unit al Marii Britanii și Irlandei) a fost o diaristă din Noua Zeelandă. Ea s-a născut în Londra, Anglia, fiind botezată la data de 19 noiembrie 1805.